# IBM 5151

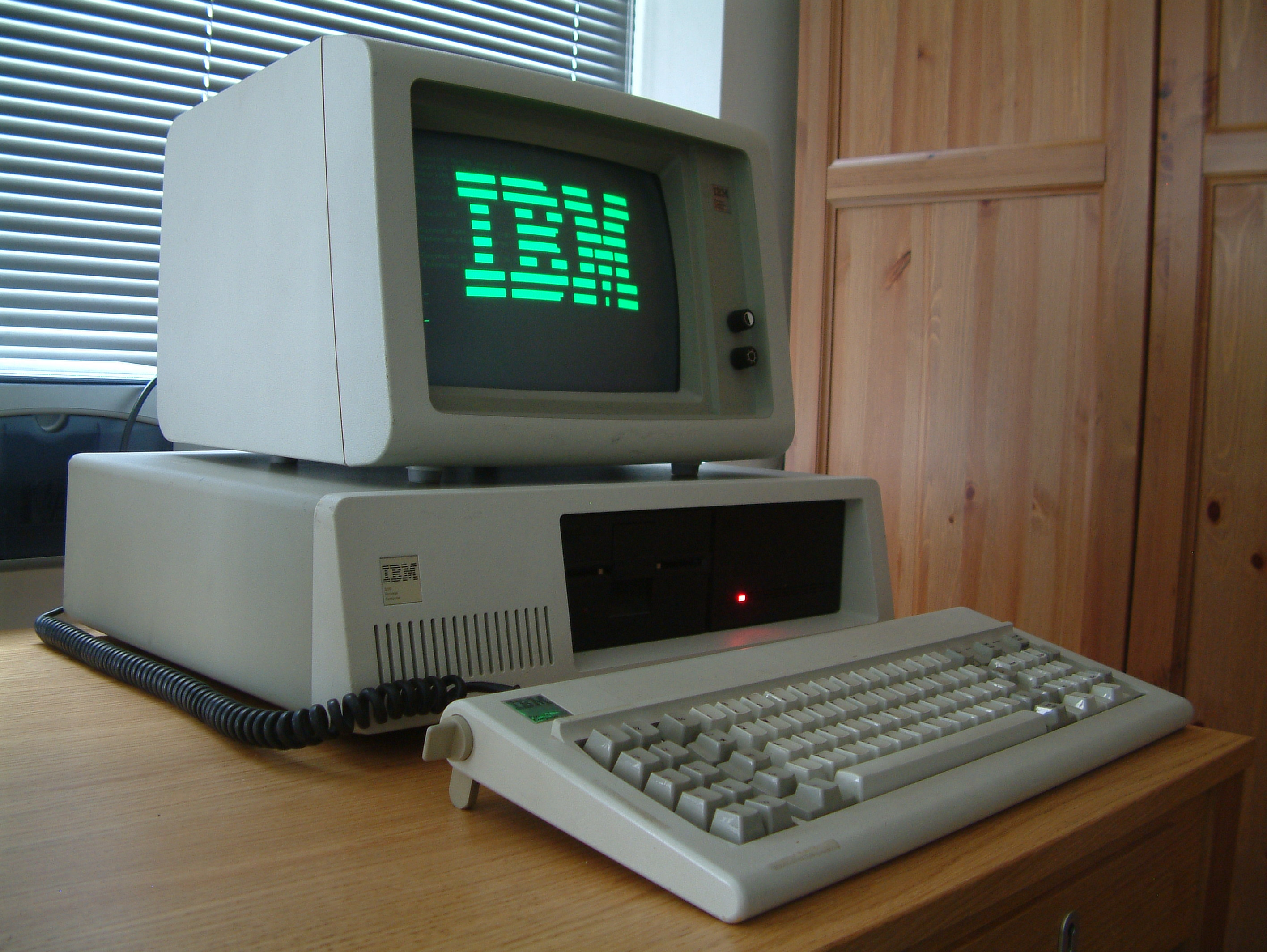
IBM PC с монитором 5151

IBM 5151 — это 12-дюймовый транзисторно-транзисторный логический (TTL) монохромный монитор, поставлявшийся с IBM PC для использования с монохромным адаптером дисплея IBM. Несколько других плат были разработаны для работы с ним, например графическая плата Hercules.
Монитор имеет электронно-лучевую трубку шириной 11,5 дюймов (измеряется по диагонали) с отклонением 90 градусов, с покрытием для уменьшения бликов, с разрешением 350 горизонтальных линий и частотой обновления 50 Гц. Он использует цифровые входы TTL через 9-контактный разъём D-shell и может отображать как минимум три уровня яркости в соответствии с сигналами на контактах 6 и 7. Он также подключается к разъему переменного тока на блоке питания IBM PC и, следовательно, не имеет собственного выключателя питания.
В IBM 5151 используется люминофор P39, создающий ярко-зелёное монохромное изображение, предназначенное для отображения текста с высоким разрешением. Этот люминофор обладает высокой стойкостью, что уменьшает мерцание экрана, но приводит к размытию при изменении изображения.

## Технические характеристики
| Тип               | Цифровой, TTL                                                        |
| Разрешение        | 720 x 350                                                            |
| Размер            | 11 дюймов × 15 дюймов × 14 дюймов (280 мм × 380 мм × 360 мм) (H×W×D) |
| Вес               | 12,5 фунтов                                                          |
| Тепловая мощность | 95.2 W                                                               |
| H–частота         | 18,432 кГц                                                           |
| V-частота         | 50 Гц                                                                |